# Acar bailyi
Acar bailyi är en musselart som beskrevs av Bartsch 1931. Acar bailyi ingår i släktet Acar och familjen Arcidae. Inga underarter finns listade i Catalogue of Life.